# Salvador Pasini
Salvador Antonio Aurelio Pasini, más conocido como Salvador Pasini, es un exfutbolista y actual director técnico argentino que jugaba como delantero. Es el padre de Mariano Pasini, exfutbolista. 
Como jugador ha pasado por varios clubes de Primera División aunque hoy en día es uno de los entrenadores del fútbol de ascenso. Ha dirigido varios clubes: Temperley, Colegiales, Estudiantes, Atlanta y Chacarita, entre otros.

## Clubes

### Como futbolista
| Club                   | País      | Año       |
| ---------------------- | --------- | --------- |
| San Lorenzo de Almagro | Argentina | 1970-1971 |
| Colón                  | Argentina | 1974      |
| Atlético Regina        | Argentina | 1974      |
| Chacarita Juniors      | Argentina | 1975      |
| Temperley              | Argentina | 1975      |
| Nueva Chicago          | Argentina | 1976-1977 |
| El Porvenir            | Argentina | 1978      |
| Tigre                  | Argentina | 1979      |
| Nueva Chicago          | Argentina | 1980      |
| Tigre                  | Argentina | 1981      |
| Español                | Argentina | 1982      |
| All Boys               | Argentina | 1983      |
| Almirante Brown        | Argentina | 1984      |

### Como entrenador
| Club                   | País      | Año       |
| ---------------------- | --------- | --------- |
| Lugano                 | Argentina | 1988-1989 |
| El Porvenir            | Argentina | 1989-1990 |
| Deportivo Laferrere    | Argentina | 1990      |
| El Porvenir            | Argentina | 1991-1993 |
| Excursionistas         | Argentina | 1994-1995 |
| Tristán Suárez         | Argentina | 1998      |
| Colegiales             | Argentina | 1998-2000 |
| All Boys               | Argentina | 2000      |
| Estudiantes (BA)       | Argentina | 2001-2002 |
| Atlanta                | Argentina | 2002-2004 |
| Defensores de Belgrano | Argentina | 2004-2005 |
| Temperley              | Argentina | 2005-2006 |
| El Porvenir            | Argentina | 2006-2007 |
| Atlanta                | Argentina | 2007-2008 |
| Tristán Suárez         | Argentina | 2008-2009 |
| Estudiantes (BA)       | Argentina | 2010-2012 |
| Chacarita Juniors      | Argentina | 2012-2013 |
| Deportivo Merlo        | Argentina | 2013      |
| Deportivo Morón        | Argentina | 2013-2014 |
| Sportivo Italiano      | Argentina | 2014      |
| Deportivo Merlo        | Argentina | 2015      |
| Deportivo Español      | Argentina | 2016      |
| Deportivo Laferrere    | Argentina | 2016-2017 |